# Coupe du monde de saut d'obstacles 1979-1980
Navigation
Édition précédente Édition suivante
La coupe du monde de saut d'obstacles 1979-1980 est la 2e édition de la coupe du monde de saut d'obstacles organisée par la FEI. La finale se déroule à Baltimore (États-Unis), en avril 1980.

## Classement après la finale
| Pos. | Cavalier          | Nationalité | Cheval  |
| ---- | ----------------- | ----------- | ------- |
| 1    | Conrad Homfeld    | États-Unis  | Balbuco |
| 2    | Melanie Smith     | États-Unis  | Calypso |
| 3    | Paul Schockemöhle | Allemagne   | El Paso |